# Idioma kok nar
Kok Narr (Kok-Nar) es una lengua pama extinta de la Península del Cabo York, en Queensland, Australia.